# Achacy Corell (młodszy)
Achacy Corell, także Achacy Korel (ur. po 1646, zm. 1696) – drukarz i wydawca działający w Elblągu.
Był jedynym synem Achacego, właściciela oficyny drukarskiej w Elblągu. Po jego śmierci w 1659 zakład prowadziła wdowa, Elżbieta z Preussów, pod firmą „Dziedziców”, syn przejął oficynę w 1669 po dojściu do pełnoletniości. Achacy Corell młodszy okazał się znacznie mniej energicznym przedsiębiorcą w porównaniu z ojcem; niemal 30-letni okres jego działalności wydawniczej przyniósł dwukrotnie mniej pozycji (około 120, z czego jedynie 13 znalazło potwierdzenie w Bibliografii polskiej Estreicherów). Władze Elbląga wspierały drukarza, umarzając zaciągnięte długi, przydzielając deputaty zboża i drzewa, wreszcie obdarzając tytułem „drukarza Rady Miejskiej” („Senatus Typographus”) w 1689 (chociaż sam Corell posługiwał się nim już od początku lat 80. XVII wieku).
Corell współpracował blisko z gdańskim księgarzem i introligatorem Chrystianem Mansklapem, realizując jego zamówienia. Przez dwa lata (1674 i 1675) druki Corella sygnowane były dodatkowo nazwiskiem jego szwagra Jana Arnolda, prawdopodobnie pełniącego obowiązki technicznego kierownika firmy.
Podobnie jak ojciec, Corell wykonywał liczne prace na rzecz Gimnazjum Elbląskiego. Drukował przemówienia rektorów oraz zaproszenia na liczne uroczystości szkolne, m.in. publiczne dysputy i przedstawienia teatralne. Wydał też kilka podręczników, w tym słownik Jana Rheniusa Donatus Latino-Germano-Polomicus cum adjecto Declinandi et Conjugandi modo Polonico w 1674 (inna praca tegoż autora, Compendium latinae grammaticae pro discentibus scriptorum, ukazała się w elbląskiej oficynie jeszcze przed jej przejęciem przez młodszego Corella w 1668). W 1676 wznowił Viertzig Dialogi Mikołaja Volckmara, wydane niemal trzydzieści lat wcześniej przez ojca. Na lata działalności Achacego Corella młodszego przypadł kryzys Gimnazjum Elbląskiego; szkole brakowało wybitnych pedagogów, w związku z czym w oficynie, w odróżnieniu od lat wcześniejszych, nie ukazywały się wybitniejsze dzieła naukowe i literackie.
Corell kontynuował tłoczenie druków okolicznościowych i panegirycznych. Wydał m.in. wiele utworów pióra swojego stryja, kaznodziei Samuela Corella (1607–1687), w tym poświęcone kolejnym królom Polski Michałowi Korybutowi Wiśniowieckiemu (Vivat Rex Michael!, 1669) i Janowi III Sobieskiemu (Vivat rex Joannes Tertius! Glück zu dem Könige Joanni dem Dritten..., 1677). Ukazywały się w oficynie Corella także dzieła kaznodziejskie, głównie głoszone w kościele luterańskim Najświętszej Maryi Panny w Elblągu.
Z polskich druków młodszego Corella można wymienić dzieła Macieja Dobrackiego – Kancelaria polityczna (1672) i Wydworny polityk podawając sposobi jako we wszelakich rozmowach z zacnymi osobami wydwornych zażywać offertów (1672, drugie wydanie 1682). Corell wydał też trzyjęzyczne, łacińsko-niemiecko-polskie dzieło Sententie na niedzielne dni y uroczyste święta z Bibliey S. zebrane Wacława Gersona Brosiusa (1674).
Achacy Corell młodszy zmarł bezpotomnie w 1696. Jego firma przeszła w ręce spokrewnionej rodziny kupieckiej Preussów, a działalność wydawniczą kontynuował Samuel Preuss.